# Крипно (гміна)
Гміна Крипно (пол. Gmina Krypno) — сільська гміна у східній Польщі. Належить до Монецького повіту Підляського воєводства.
Станом на 31 грудня 2011 у гміні проживало 4110 осіб.

## Територія
Згідно з даними за 2007 рік площа гміни становила 112.69 км², у тому числі:
- орні землі: 80.00%
- ліси: 10.00%

Таким чином, площа гміни становить 8.15% площі повіту.

## Населення
Станом на 31 грудня 2011:
| Опис     | Загалом | Загалом | Чоловіки | Чоловіки | Жінки | Жінки |
| -------- | ------- | ------- | -------- | -------- | ----- | ----- |
| одиниця  | осіб    | %       | осіб     | %        | осіб  | %     |
| все      | 4110    | 100     | 2058     | 50.07    | 2052  | 49.93 |
| міське   | 0       | 100     | 0        |          | 0     |       |
| сільське | 4110    | 100     | 2058     | 50.07    | 2052  | 49.93 |

## Сусідні гміни
Гміна Крипно межує з такими гмінами: Добжинево-Дуже, Книшин, Монькі, Тикоцин, Тшцянне.